# Harry Berg
Harry Berg (i riksdagen kallad Berg i Nyköping), född 28 december 1912 i Stockholm, död 12 december 1967 i Nyköping, var en svensk ombudsman och socialdemokratisk politiker.
Berg var ledamot av andra kammaren från 1961, invald i Södermanlands läns valkrets.